# Sungai Pakning
Sungai Pakning is een bestuurslaag in het regentschap Bengkalis van de provincie Riau, Indonesië. Sungai Pakning telt 4404 inwoners (volkstelling 2010).